# Адаптація до глобальної зміни клімату
Адаптація до глобальної зміни клімату і глобального потепління – це процеси, стратегії та дії, спрямовані на пристосування природних і людських систем у відповідь на реальні або очікувані кліматичні зміни та їх наслідки. Адаптація до зміни клімату напряму пов'язана із чутливістю певної системи (sensitivity) та націлена на зменшення вразливості (vulnerability) цієї системи щодо дії несприятливих екологічних наслідків. Чим більша адаптивна здатність, тим менша вразливість.
У той час як зусилля зі скорочення викидів парникових газів (відомі як «пом'якшення наслідків» та «декарбонізація») спрямовані на уповільнення темпів зміни клімату, адаптація зосереджена на мінімізації ризиків і збитків, спричинених змінами, які вже відбуваються або є неминучими. Ці заходи можуть варіюватися від модифікації сільськогосподарських практик, щоб протистояти посухам, до перепланування міської інфраструктури, щоб впоратися з підвищенням рівня світового океану.
Адаптація необхідна, оскільки зміна клімату комплексно впливає на екосистеми, економіку та людське суспільство. Зміни температури, режиму опадів і збільшення частоти екстремальних погодних явищ, таких як повені та спека, створюють значні ризики. Вразливі верстви населення, особливо в країнах, що розвиваються, перебувають під особливою загрозою, оскільки вони часто мають менше ресурсів, щоб впоратися з цими змінами. Як наслідок, зусилля з адаптації мають бути комплексними і охоплювати екологічні, соціальні, економічні та інституційні аспекти.
Необхідність адаптації визнана на глобальному рівні, а такі рамкові документи, як Паризька кліматична угода (2015), підкреслюють її важливість поряд із пом'якшенням наслідків зміни клімату. Стратегії адаптації мають важливе значення для забезпечення довгострокової стійкості, забезпечення засобів до існування, захисту біорізноманіття та сприяння сталому розвитку в умовах триваючої зміни клімату.

## Ефект зміни клімату
Науковий консенсус стосовно зміни клімату (97–99.9%) полягає в тому, що саме людська діяльність, насамперед викиди парникових газів, що викликають парниковий ефект, є основною причиною глобального потепління й зміни клімату.
Наслідками глобального потепління є різні побічні ефекти, такі як:
- зміна характеру опадів та вітрів
- збільшення частоти екстремальних погодних явищ
- деградація і аридизація ґрунтів
- зміна вегетаційного періоду рослин
- порушення екосистем і втрата біорізноманіття
- танення льодовиків і підйом рівня моря
- уповільнення термохалінної циркуляції
- поширення тропічних хвороб за межі звичної зони поширення
- зміна водневого показника (PH)

Прогнозована потенційна небезпека включає підвищення рівня світового океану на величину, яка, потенційно, може перевищити 2 метри, у 2100 році; що, на прикладі України, може призвести до затоплення понад 370 км2.

## Необхідність адаптації

Зміна середньої температури за 50 років (1973-2023).

Наслідки зміни клімату є широкомасштабними, включаючи танення льодовиків і підвищення рівня моря, частіші та сильніші екстремальні погодні явища, а також ерозія і аридизація (висихання) ґрунтів, порушення екосистем та біорізноманіття.
Вплив також поширюється на людські системи, що має наслідки для продовольчої та водної безпеки, здоров'я людей та економічної стабільності.

## Типи адаптації
Стратегії адаптації можливо класифікувати залежно від того, коли вони впроваджуються (реактивні чи проактивні), а також від масштабу змін, які вони тягнуть за собою (інкрементальні чи трансформаційні).

### Реактивна та проактивна
Реактивна адаптація відбувається у відповідь на кліматичні впливи, які вже відбулися. Вона часто передбачає негайні дії, спрямовані на зменшення шкоди або відновлення систем після кризи. Наприклад, відбудова будинків після повені або відновлення сільськогосподарських угідь після посухи – це реактивне реагування. Цей тип адаптації є поширеним, особливо в районах, де кліматичні ризики є непередбачуваними або де ресурси для планування є обмеженими.
Проактивна адаптація, також відома як випереджувальна адаптація, передбачає вжиття превентивних заходів заздалегідь, до настання наслідків зміни клімату. Вона покликана зменшити вразливість до майбутніх ризиків. Прикладами можуть бути будівництво дамб до того, як підвищення рівня моря спричинить значні повені, або впровадження нових іригаційних систем в очікуванні тривалих посух. Проактивна адаптація, як правило, є більш економічно ефективною в довгостроковій перспективі, і потребує прогнозування, планування та інвестицій.

### Інкрементальна та трансформаційна
Інкрементальна адаптація – це коригування існуючих систем або практик. Часто це дрібномасштабні або поступові зміни, спрямовані на підвищення стійкості існуючих систем без зміни їхньої основної структури. Наприклад, зміна графіків посівів у сільському господарстві відповідно до нових кліматичних умов або модернізація інфраструктури, щоб зробити її більш жаростійкою, є прикладами поступової адаптації. Хоча ці зусилля можуть ефективно вирішити деякі короткострокові проблеми, їх може бути недостатньо, щоб впоратися з більш екстремальними або довгостроковими змінами клімату.
Трансформаційна адаптація передбачає фундаментальні зміни в системах, практиках або структурах управління для подолання глибоких і масштабних кліматичних ризиків. Вона часто вимагає нового мислення, більших інвестицій і комплексного планування. Трансформаційна адаптація може передбачати переселення цілих громад із вразливих прибережних районів або зміну структури економіки, яка значною мірою залежить від кліматично чутливих галузей. Цей тип адаптації є масштабнішим, але необхідним, коли кліматичні впливи перевищують здатність до адаптації шляхом поступового пристосування.

## Стратегії адаптації
Адаптація до зміни клімату вимагає широкого спектру стратегій, адаптованих до конкретних вразливостей і секторів. Ефективна адаптація поєднує різні підходи для підвищення стійкості як людських, так і природних систем. Адаптація до зміни клімату варіюється залежно від місцевих умов, включаючи регіональну вразливість, економічну діяльність та існуючу інфраструктуру. У країнах з помірним кліматом, що характеризуються великим сільськогосподарським сектором, різноманітними екосистемами та швидкою урбанізацією, стратегії адаптації до зміни клімату спрямовані на підвищення стійкості сільського та стійкості міського середовища, захист життєво важливих екосистем, модернізацію інфраструктури. Серед глобальних трендів по фінансуванню проєктів з адаптації основними є підтримка бізнесу, діджиталізація, розвиток екосистем та покращення обізнаності.

### Природні та екосистемні рішення
Природні та екосистемні стратегії адаптації передбачають відновлення або підтримання природних екосистем для захисту від кліматичних загроз.

#### Відновлення екосистем
Відновлення деградованих екосистем, таких як ліси, водно-болотні угіддя та природні парки, сприяє пом'якшенню зміни клімату, а також може підвищити стійкість і адаптацію до зміни клімату, і зберегти біорізноманіття. Наприклад, ліси поглинають вуглекислий газ, допомагають регулювати кругообіг води, зменшують ризики повеней і є середовищем існування для багатьох видів тварин і рослин. Практики лісовідновлення та заліснення направлені на відновлення цих систем задля пом'якшення і адаптації до зміни клімату.

#### Стале і кліматично-розумне сільське господарство
Сталі і кліматично-розумні практики сільського господарства, такі як агролісомеліорація (інтеграція дерев у сільськогосподарські системи), можуть підвищити стійкість до змін клімату. Агролісомеліорація покращує здоров'я ґрунтів, зменшує ерозію, збільшує утримання вуглецю в ґрунті та покращує біорізноманіття, забезпечуючи як економічні, так і екологічні вигоди.

#### Управління річковими басейнами
Ефективне управління річковими системами передбачає захист заплав, відновлення природних водних шляхів та управління водокористуванням для забезпечення довгострокової доступності води для сільського господарства в посушливих регіонах, промисловості та побутових потреб.

### Адаптація інфраструктури
Регіони зі старіючою інфраструктурою та швидко зростаючими містами стикаються з підвищеними ризиками екстремальних погодних явищ, зокрема повеней, спеки та злив. Адаптація інфраструктури має важливе значення для захисту міського населення та економіки.
Стійка архітектура та модернізація будівель з використанням кращої ізоляції, термостійких матеріалів та зелених дахів може допомогти містам адаптуватися до підвищення температури й спеки. Енергоефективні та енергозберігаючі технології та технології пасивних будинків сприяють ефективнішому використанню ресурсів.
Будівництво або модернізація захисних споруд від повеней, таких як дамби, водосховища та вдосконалені дренажні системи, може захистити громади та сільськогосподарські угіддя. Природні рішення, такі як відновлення лісів, водно-болотних угідь і заплав, зелена інфраструктура, збір дощової води тощо, є також ефективними рішеннями для попередження повеней та подолання їх наслідків.
Модернізація електромереж і впровадження відновлюваних джерел енергії можуть забезпечити більш стійкі варіанти енергопостачання.
Адаптація інфраструктури охорони здоров'я може попередити негативні наслідки екстремальних погодних явищ, як-от спека.

### Технологічна адаптація
Розробка і розгортання сучасних систем прогнозування погоди і раннього попередження про екстремальні погодні явища має вирішальне значення для мінімізації збитків і підвищення готовності до них.
Передові методи зрошення, можуть підвищити ефективність використання води та допомогти забезпечити стабільне постачання як для сільського господарства, так і для міських районів. У регіонах, що стикаються з дефіцитом води, такі технології, як збір дощової води, повторне використання води та опріснення, управління стічними водами, також можуть відігравати важливу роль у забезпеченні довгострокової доступності води належної чистоти.

#### Сільське господарство
Наслідки зміни клімату для сільського господарства вже є несприятливими і будуть погіршуватися в міру розвитку. Ці наслідки включають підвищення температури, непередбачувані опади, нашестя шкідників та збільшення екстремальних погодних явищ. З іншого боку, значна частина викидів парникових газів спричинена самим сільським господарством, як прямо (через викиди від сільськогосподарського виробництва), так і опосередковано (через зміни у землекористуванні, спричинені розширенням сільського господарства).
Наприклад, у Херсонській області за період 10 років (2011-2020), у порівнянні з попереднім періодом (1972-2010), річна кількість опадів зменшилась на 71 мм, а температура зросла на 2°С. Це, потенційно, може призвести опустелюванню території та зниженню врожайності. За осінь і зиму ґрунтом вбирається лише менша кількість опадів (20–60%), а більша частина опадів (40–80%) стікає в низовини. Втрати вологи опадів настільки великі, що стають загрозливими для ведення землеробства, особливо з огляду на потепління клімату. Для кращого забезпечення агроценозів вологою і стримування аридизації території необхідно покращувати властивості ґрунтів шляхом:
- внесення органічних добрив (гною, подрібненої соломи, стебел кукурудзи та інших органічних решток),
- впровадження відповідних сівозмін,
- використання мінімального чи нульового обробітку землі,
- збільшення площі зрошуваних земель.

Впровадження технологій цифрового та точного землеробства, таких як супутниковий моніторинг стану посівів, прогнозування погоди та автоматизовані системи зрошення, допомагає аграріям оптимізовувати використання води та більш ефективно управляти вирощуванням сільськогосподарських культур. Це особливо важливо в регіонах, де випадають нерегулярні опади і тривалі посухи.
Стратегії адаптації до дефіциту води в сільському господарстві поділяються на три основні напрямки: управління рослинництвом, управління водними ресурсами та управління фермерськими господарствами, з різними прикладами в кожній категорії:
- Стратегії управління сільськогосподарськими культурами включають вирощування культур з коротким або довгим вегетаційним періодом, практику естафетної сівозміни, використання змішаних методів сівозміни, висівання стійкого до посухи та засолення насіння, використання гібридного або генетично модифікованого насіння та зміну типу вирощуваних культур.
- Стратегії управління водними ресурсами передбачають використання труб для транспортування води навколо ферм, регулювання часу поливу, впровадження сучасних методів зрошення як-от крапельне зрошування, використання нетрадиційних джерел води та поєднання солоної і прісної води для зрошення. Інші методи включають вистилання каналів нейлоном для запобігання втратам води та збільшення інтервалів між поливами.
- Стратегії з управління фермерськими господарствами включають покращення контролю за шкідниками та хворобами, зменшення відстані між рядами культур, зміну структури посівів у садах, застосування мульчування, вирощування розсади, диверсифікацію сільськогосподарської діяльності, використання технологій мінімального або нульового обробітку ґрунту, агролісомеліорацію та внесення органічних добрив.[57]

Приблизне порівняння ефективності різних технологій зрошення, задля зменшення використання води і збільшення врожайності, станом на 2022 рік:
| Система зрошення                                                       | Зменшення використання води | Збільшення врожайності |
| ---------------------------------------------------------------------- | --------------------------- | ---------------------- |
| Крапельне зрошення                                                     | До 50%                      | До 30%                 |
| Автоматичні системи зрошення                                           | До 40%                      | До 20%                 |
| Використання розумних технологій та IoT ("Система точкового зрошення") | До 60%                      | До 30%                 |
| Використання розумних технологій та IoT                                | До 55%                      | До 25%                 |
| Системи рециркуляції та повторного використання води                   | До 70%                      | До 15%                 |
| Сільськогосподарські дрони                                             | До 30%                      | До 10%                 |
| Комп'ютерне моделювання та прогнозування                               | До 45%                      | До 20%                 |

### Соціальна та інституційна адаптація
Освітні програми, просвітницькі кампанії та громадські ініціативи допомагають в ефективній проактивній адаптації до зміни клімату.
У сільськогосподарських регіонах громади особливо вразливі до змін температури та кількості опадів, які можуть порушити виробництво продуктів харчування. Диверсифікація джерел доходу, наприклад, просування стійкого туризму або проєктів відновлюваної енергетики, може зменшити залежність від чутливих до клімату сільськогосподарських культур. Крім того, навчальні програми з кліматично-розумного та сталого ведення сільського господарства можуть допомогти фермерам адаптуватися до мінливих умов, покращуючи як продовольчу безпеку, так і економічну стабільність.
Міське планування для підвищення стійкості є важливим елементом адаптації. Стратегії міського планування для адаптації до зміни клімату, включають політику зонування, яка враховує ризики повеней, створення зелених насаджень й зелених дахів, управління дощовими водами, розвиток охолоджувальних коридорів для пом'якшення ефекту міського теплового острова та впровадження систем раннього сповіщення.

### Економічна адаптація
У регіонах, що значною мірою залежать від сільського господарства або певних галузей промисловості, вразливих до зміни клімату, диверсифікація економіки (як-от відновлювальна енергетика чи сталий туризм) має важливе значення.
Сільськогосподарське страхування для аграріїв може пом'якшити фінансові втрати, спричинені неврожаями, посухами чи повенями.
Співпраця з міжнародними кліматичними фондами (Green Climate Fund, Adaptation Fund, Global Environment Facility, Special Climate Change Fund, Climate Investment Funds, International Climate Initiative) та крупними інституційними інвесторами, як-от Світовий банк та ЄБРР, може допомогти залучити інвестиції в проєкти з адаптації. Ці фонди підтримують покращення інфраструктури, відновлення екосистем та технологічні інновації, які підвищують стійкість до майбутніх кліматичних впливів.